# Bartonville (Texas)
Bartonville és una població dels Estats Units a l'estat de Texas. Segons el cens del 2000 tenia 1.093 habitants.

## Demografia
Segons el cens del 2000, Bartonville tenia 1.093 habitants, 382 habitatges, i 323 famílies. La densitat de població era de 70 habitants/km².
Dels 382 habitatges en un 36,9% hi vivien nens de menys de 18 anys, en un 74,3% hi vivien parelles casades, en un 6,5% dones solteres, i en un 15,2% no eren unitats familiars. En el 12,6% dels habitatges hi vivien persones soles el 2,1% de les quals corresponia a persones de 65 anys o més que vivien soles. El nombre mitjà de persones vivint en cada habitatge era de 2,86 i el nombre mitjà de persones que vivien en cada família era de 3,1.
Per edats la població es repartia de la següent manera: un 25,8% tenia menys de 18 anys, un 6,9% entre 18 i 24, un 26,1% entre 25 i 44, un 35,6% de 45 a 60 i un 5,7% 65 anys o més.
L'edat mediana era de 41 anys. Per cada 100 dones de 18 o més anys hi havia 105,3 homes.
La renda mediana per habitatge era de 95.259 $ i la renda mediana per família de 98.140 $. Els homes tenien una renda mediana de 63.750 $ mentre que les dones 43.625 $. La renda per capita de la població era de 43.706 $. Aproximadament el 3,1% de les famílies i el 4,4% de la població estaven per davall del llindar de pobresa.

## Poblacions més properes
El següent diagrama mostra les poblacions més properes.